# Desmodillus auricularis
Desmodillus auricularis és una espècie de mamífer rosegador de la família dels múrids. Viu al sud-oest d'Angola i gran part de Botswana, Namíbia i Sud-àfrica. Els seus hàbitats naturals són les planes de grava àrides i les zones de sorra compacta. Evita les dunes de sorra tova. És una espècie en risc mínim, és a dir, no sembla que hi hagi cap amenaça significativa per a la seva supervivència. El seu nom específic, auricularis, significa ‘auricular’ en llatí.